# Du lịch ẩm thực

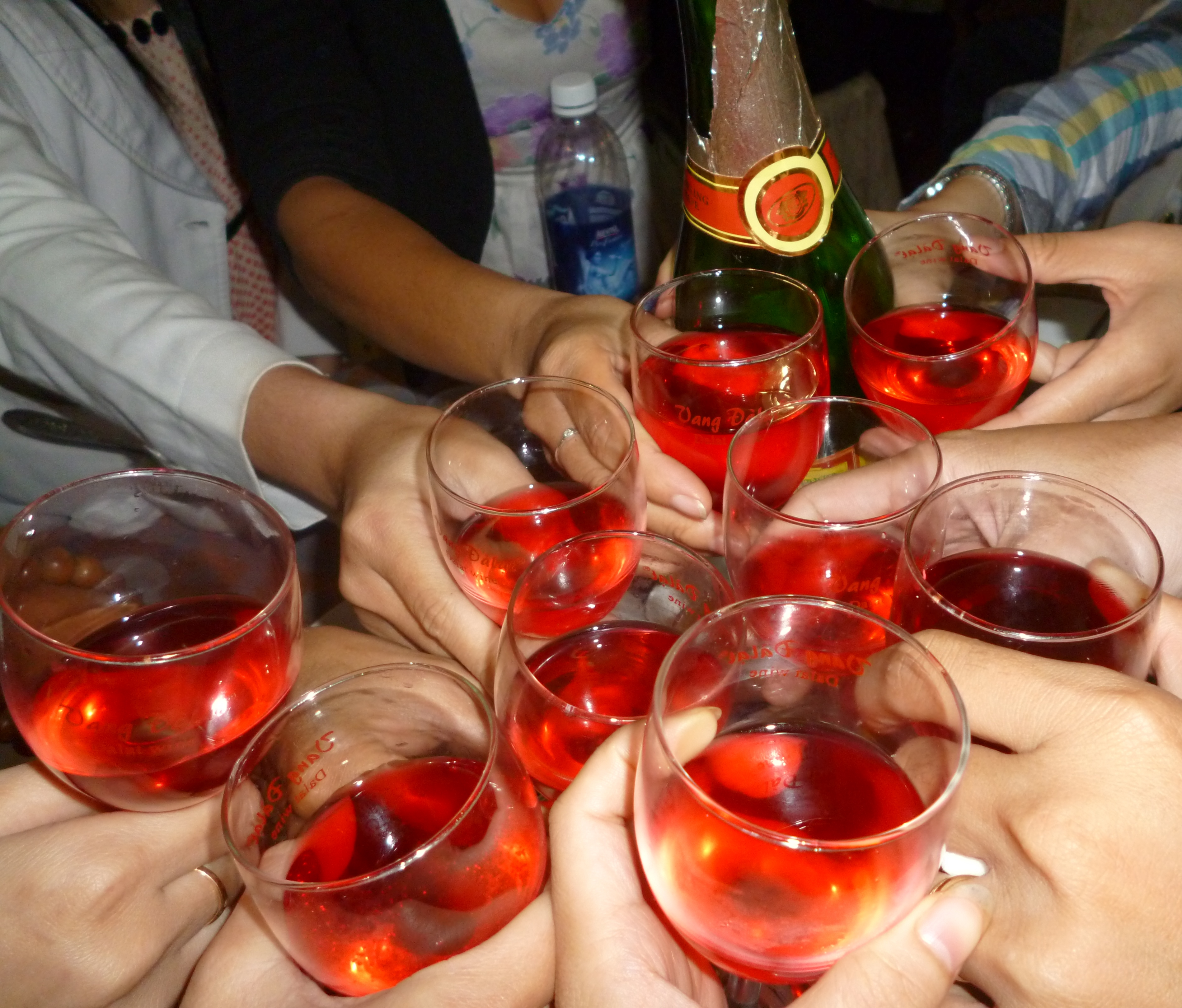
Buổi liên hoan của khách du lịch ở Đà Lạt với đặc sản rượu vang Đà Lạt

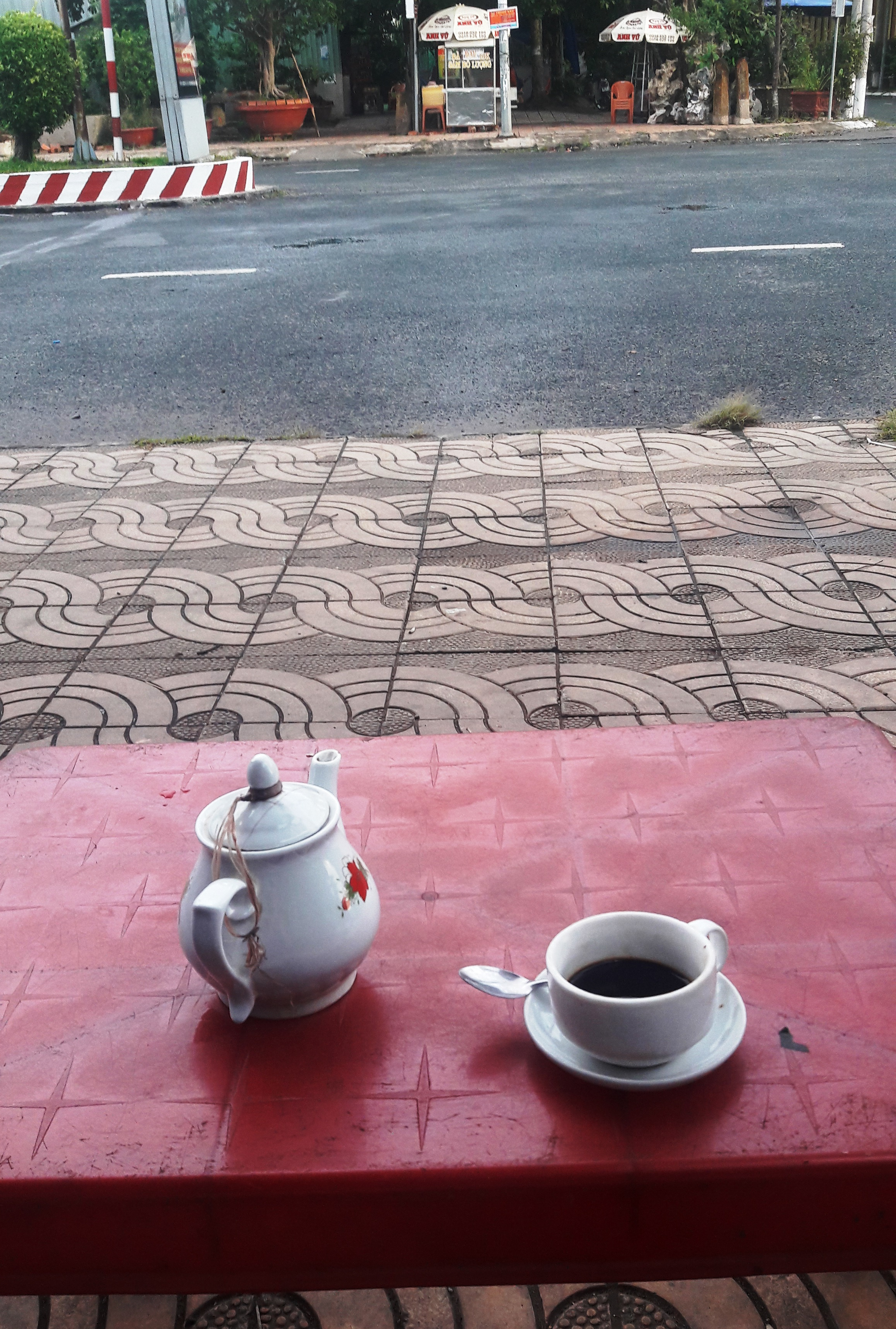
Cà phê vỉa hè ở Cần Thơ, nhấm nháp ly cà phê bình dân là một trải nghiệm du lịch bụi

Du lịch ẩm thực (tiếng Anh: Culinary tourism hay Food tourism) là hoạt động khám phá ẩm thực với mục đích du lịch. Đây được coi là một phần quan trọng của trải nghiệm du lịch (như câu nói "Đi đâu, ăn gì"). Ăn uống bên ngoài là sở thích phổ biến đối với khách du lịch và đối với khách du lịch thì đồ ăn được cho là có tầm quan trọng ngang với khí hậu, chỗ ở và phong cảnh. Du lịch ẩm thực trở nên nổi bật vào năm 2001 sau khi vị Chủ tịch Hiệp hội Du lịch Ẩm thực Thế giới là Erik Wolf đã viết một bài báo về chủ đề này.
Du lịch ẩm thực là hình thức du lịch hướng tới sự trải nghiệm các món ngon và đặc sản gắn liền với truyền thống, bản sắc văn hóa của các địa phương. Theo một báo cáo của American Express thì du lịch ẩm thực là xu hướng đang phát triển với 81% khách du lịch mong muốn được thưởng thức đồ ăn địa phương và có tới 37% du khách tìm kiếm và lên kế hoạch toàn bộ hành trình để trải nghiệm tối đa các nhà hàng địa phương nổi tiếng. Với hình thức này, du khách sẽ có được những cảm nhận rõ nét nhất về cuộc sống của người dân bản địa cũng như nét ẩm thực đặc trưng của từng vùng miền.

## Đại cương
Ẩm thực hay du lịch ẩm thực là việc theo đuổi những trải nghiệm ăn uống độc đáo và đáng nhớ, cả khi ở gần và ở xa. Du lịch ẩm thực khác với tham quan nông trại (Agritourism) ở chỗ du lịch ẩm thực được coi là một cấu phần của du lịch văn hóa (ẩm thực là một biểu hiện của văn hóa) trong khi tham quan nông trại được coi là một cấu phần của du lịch nông thôn nhưng du lịch ẩm thực và tham quan nông trại có mối liên hệ chặt chẽ với nhau, là nguyên liệu của các món ăn được cung ứng từ nông sản. Ẩm thực và du lịch ẩm thực không chỉ giới hạn ở những món ăn ngon. Du lịch ẩm thực có thể được coi là một tiểu thể loại của du lịch trải nghiệm. Du lịch trải nghiệm là một hình thức du lịch trong đó mọi người tập trung vào việc trải nghiệm tại một đất nước, thành phố hoặc địa điểm cụ thể bằng cách tương tác tích cực và có ý nghĩa với lịch sử, con người, văn hóa, ẩm thực và môi trường của nơi đó.
Trong khi nhiều thành phố, khu vực hoặc quốc gia được biết đến với nền ẩm thực độc đáo và phong phú, du lịch ẩm thực không bị giới hạn bởi văn hóa ẩm thực. Mỗi khách du lịch ăn khoảng ba lần một ngày từ đó làm cho cung ứng thực phẩm trở thành một trong những động lực kinh tế cơ bản của du lịch. Các quốc gia như Ireland, Peru và Canada đang đầu tư đáng kể vào phát triển du lịch ẩm thực và nhận thấy kết quả là chi tiêu của du khách và thời gian lưu trú qua đêm tăng lên nhờ quảng bá du lịch ẩm thực và phát triển sản phẩm. Du lịch ẩm thực bao gồm các hoạt động như tham gia các lớp học nấu ăn, hoạt động ăn uống, săn những quán ngon; tham dự lễ hội ẩm thực hay tham gia trải nghiệm ẩm thực đặc sản của địa phương. Hiệp hội Du lịch Ẩm thực Thế giới (WFTA) ước tính rằng chi phí ăn uống chiếm từ 15% đến 35% tổng chi tiêu du lịch, tùy thuộc vào khả năng chi trả của điểm đến WFTA chỉ ra các lợi ích du lịch ẩm thực có thể có như bao gồm nhiều du khách hơn, nhiều doanh thu hơn, được nhiều phương tiện truyền thông chú ý hơn, tăng doanh thu thuế và niềm vinh hạnh của cộng đồng lớn hơn.